# Långskär (Lemland, Åland)
Långskär är en ö i Åland (Finland). Den ligger i Skärgårdshavet och i kommunen Lemland i landskapet Åland, i den sydvästra delen av landet. Ön ligger omkring 19 kilometer sydöst om Mariehamn och omkring 260 kilometer väster om Helsingfors.
Öns area är 16,6 hektar och dess största längd är 0,7 kilometer i sydväst-nordöstlig riktning. Ön höjer sig omkring 15 meter över havsytan.